# 白石和彌
白石和彌（日语：／ Kazuya Shiraishi，1974年12月17日—），日本電影導演。出身於北海道旭川市。所屬事務所包括Flamingo Co.,Ltd.（電影）和ROBOT（CM企劃・演出）等。目前已婚。

## 經歷
白石於北海道旭川西高等學校。高中時曾加入了足球俱樂部。後在札幌市的一所影像技術職業學校畢業後，他搬到了东京。並在1995年以第三名學生的身份參加了中村幻兒主持的影響補習班。之後師從導演若松孝二，並以自由導演的身份參演了行定勳、犬童一心等人執導作品。2009年，白石以《東京失樂園》作為導演處女作出道。
2017年，白石憑藉《她不知道那些鳥的名字》獲得藍絲帶獎最佳導演獎，並連續第二年獲此殊榮，成為繼今井正、市川崑之後的第三人。自2018年以來，他每年共拍攝三部以上的導演作品。

## 監督作品

### 電影
- 東京失樂園（日语：ロストパラダイス・イン・トーキョー）（2010年） - 兼 共同腳本
- 兇惡（日语：凶悪 (映画)）（2013年） - 兼 共同腳本
- 極惡刑事（日语：日本で一番悪い奴ら）（2016年）
- 母貓（日语：牝猫たち）（2016年） - 兼腳本
- 她不知道那些鳥的名字（日语：彼女がその名を知らない鳥たち）（2017年）
- 變態粉絲綁架案（日语：サニー/32）（2018年）
- 孤狼之血（日语：孤狼の血 (映画)）（2018年）
- 我们无法阻挡（日语：止められるか、俺たちを）（2018年）
- 麻雀放浪記2020（日语：麻雀放浪記2020）（2019年） - 兼 共同腳本
- 待风平浪静（2019年）
- 那一夜（日语：ひとよ (映画)）（2019年）[7]
- 孤狼之血 LEVEL2（日语：孤狼の血 LEVEL2）（2021年)
- 殺人結業弒（日语：死刑にいたる病）（2022年）

### 電視劇
- 0號室的客人（日语：0号室の客） First Story 「憧れの男」(2009年）
- 人間昆蟲記（日语：人間昆虫記）（2011年）
- 怪奇戀愛作戰（2015年） - 5・6話
- 女子の事件は大抵、トイレで起こるのだ。（2015年）
- 火花 （2016年）
- 水果宅配便（日语：フルーツ宅配便#テレビドラマ） （2019年）
- 極惡女王（日语：極悪女王） （配信日未定）
- 假面騎士BLACK SUN（2022年）[8][9]

### 其他
- join（2007年） - 腳本擔當
- 乃木坂46 齋藤飛鳥&橋本奈奈未 「あなたがキライ」（2015年） - 腳本擔當
- 德光修平（日语：星屑スキャット）「新宿シャンソン」(2018年)　- 音樂MV
- 惡與假面的規則（日语：悪と仮面のルール#映画）（2017年） - 腳本開発協力※與登米裕一（日语：登米裕一）共同擔任

## 出演

### 電視劇
- 錦鯉桃色旅館（日语：ペンション・恋は桃色）（2020年、富士電視台） - 本人 役（友情出演）

### 電影
- 劇場 (又吉直樹)（日语：劇場 (又吉直樹)）（2020年） - 本人 役
- 新·超人力霸王（2022年）[10]- 居酒店店主 役

## 獎項
- 2013年度
  - 第5回TAMA電影賞（日语：TAMA CINEMA FORUM#TAMA映画賞） 最優秀新進監督賞（『凶悪』）[11]
  - 第38回報知電影獎 監督賞（『凶悪』）[12]
  - 新藤兼人賞2013 金賞（『凶悪』）[13]
  - 第35回橫濱電影節 森田芳光メモリアル新人監督賞（『凶悪』）[14]
  - 第37屆日本電影學院獎 優秀監督賞、優秀脚本賞（『凶悪』）[15]
- 2017年度
  - 2017年多倫多國際影展 コンテンポラリー・ワールド・シネマ部門出品（『她不知道那些鳥的名字』）[16]
  - 第39回橫濱電影節 監督賞（『她不知道那些鳥的名字』）[17]
  - 第60回藍絲帶獎 監督賞（『彼女がその名を知らない鳥たち』）[18]
- 2018年度
  - 第31回日刊體育電影大獎 監督賞（『孤狼之血』『變態粉絲綁架案』『我们无法阻挡』）[19]
  - 第61回藍絲帶獎 監督賞（『孤狼之血』『我们无法阻挡』『變態粉絲綁架案』）[6]
  - 第42屆日本電影學院獎 優秀監督賞（『孤狼之血』）[20]
  - 第28回日本電影影評人大獎 監督賞（『孤狼之血』）[21]
- 2019年度
  - 第93回電影旬報藝術性最出色電影] 日本映画監督賞（『那一夜』『待风平浪静』）[22]
  - 芸術選奨新人賞（日语：芸術選奨新人賞） 電影部門（『待风平浪静』等作品）[23]

## 外部連結
- 白石和彌的X（前Twitter）
- Kazuya Shiraishi在互联网电影资料库（IMDb）上的資料（英文）